# Tithorea caissara
Tithorea caissara är en fjärilsart som beskrevs av Jose Francisco Zikán 1941. Tithorea caissara ingår i släktet Tithorea och familjen praktfjärilar. Inga underarter finns listade i Catalogue of Life.